# Olivia Laing
Olivia Laing (1977) is een Brits non-fictie- en romanschrijver. In 2018 ontving Olivia Laing de Windham-Campbell Literature Prize voor non-fictie en in 2019 de 100e James Tait Black Memorial Prize voor diens roman Crudo. Meerdere van diens non-fictie werken zijn vertaald in het Nederlands.

## Werk
In diens non fictiewerk combineerde Laing cultuurkritiek en memoires met elementen uit de biografie, psychoanalyse en reisverhalen.
Olivia Laings eerste boek, To the River: A Journey Beneath the Surface, werd in 2011 gepubliceerd. Hierin wandelt Laing langs de rivier Ouse, de rivier waarin Virginia Woolf in 1941 verdronk, en reflecteert Laing op Woolfs leven en werk en op de relatie tussen mens en water. Het boek werd genomineerd voor de Ondaatjeprijs en de Dolman Best Travel Book Award. To the River: A Journey Beneath the Surface werd in het Nederlands vertaald als Naar de rivier: een reis onder het oppervlak door Laura van Campenhout.
In The Trip to Echo Spring: On Writers and Drinking (2013), een finalist voor zowel de Costa Biography Award als de Gordon Burn Prize, onderzoekt Olivia Laing de relatie tussen creativiteit en alcoholisme, waarbij die diens eigen ervaringen in een alcoholisch gezin vergelijkt met de levens van mannelijke alcoholistische schrijvers zoals John Cheever, F. Scott Fitzgerald, Raymond Carver en Ernest Hemingway. The Trip to Echo Spring: On Writers and Drinking is door Laura van Campenhout vertaald als Het uitstapje naar Echo Spring: waarom schrijvers drinken.
Oliva Laings derde boek, The Lonely City: Adventures in the Art of Being Alone, werd in 2016 gepubliceerd. Het werd genomineerd voor de Gordon Burn Prize  en de National Book Critics Circle Award. Het is in twintig talen vertaald, onder meer in het Nederlands. Olivia Laing beschouwt in het boek diens eigen ervaringen van eenzaamheid toen die in New York woonde. In The Lonely City beschrijft Laing de eenzaamheid en ontheemding van New Yorkse kusntenaars als Andy Warhol, Edward Hopper, Henry Darger en David Wojnarowicz. The Lonely city is een portret van New York in de jaren zeventig en tachtig op het hoogtepunt van de aidsepidemie. The Lonely City: Adventures in the Art of Being Alone werd vertaald in het Nederlands als De eenzame stad: over de kunst van het alleen-zijn door Laura van Campenhout.
Na een essaybundel en een roman publiceerde Olivia Laing Everybody. In Everybody, diens zesde boek en vierde non-fictiewerk, onderzoekt Olivia Laing het lichaam en de ontevredenheid die het met zich meebrengt via de psychoanalyticus Wilhelm Reich, die ook de inspiratiebron was voor het nummer Cloudbusting van Kate Bush. In Everybody onderzoekt Olivia Laing wat het betekent om een lichaam te hebben. Laing mengt in het boek diens eigen ervaringen als non-binair persoon en radicaal activist met de levens van een aantal belangrijke denkers uit de twintigste eeuw zoals Nina Simone, Susan Sontag, Andrea Dworkin en Malcolm X aan de hand van hun connectie met hun lichaam.Everybody werd vertaald in het Nederlands als Ieder een lichaam door Henny Corver.
The Garden Against Time is een onderzoek naar het idee van het paradijs en vertelt het verhaal van Laings restauratie van een ommuurde tuin in Suffolk. Het kwam uit in 2024.
Naast non fictie schreef Olivia Laing een roman, Crudo.

## Persoonlijk leven
Olivia Laing is getrouwd met de dichter Ian Patterson. Olivia Laing identificeert zichzelf als non-binair.

## Prijzen en onderscheidingen
- Eccles British Library Writers Award 2014[16]
- Windham-Campbell Literatuurprijs 2018[17]
- James Tait Black Memorial Prize 2019[18]